# Jean-Célestin Dervieux
Jean Célestin Dervieux (né à Pélussin le 9 mars 1856 et mort à Nanterre le 30 avril 1926) est un militant anarchiste, forgeron de profession, auteur de nombreuses chansons libertaires sous la signature de L'Abruti.  
Un rapport de police de 1887 le décrit comme « de taille ordinaire, blond châtain, moustache blond-rouge en crocs, nez crochu, allure décidée »

## Biographie
Militant très actif dans la région de Lyon, il est d'abord secrétaire de rédaction au journal L'Hydre anarchiste puis de La Lutte sociale. À ce titre, il est condamné en 1886 à 15 jours de prison et 100 francs d'amende pour avoir organisé une loterie sans autorisation. Les lots principaux étaient un pistolet et un couteau de chasse. 
Jean-Célestin Dervieux sera plus tard condamné pour faux-monnayage.
Il est inscrit en 1901 sur la liste des anarchistes signalés comme disparus ou nomades (les « états verts » publiés par le ministère de l'intérieur). Sa trace se perd en 1904. 

## Notices
- Ressource relative à la vie publique :   - Maitron
- « notice biographique », Dictionnaire international des militants anarchistes.
- « notice bibliographique », Centre international de recherches sur l'anarchisme (Lausanne).